# Mina Techatticup
La minaTechatticup es una antigua mina de oro, ahora convertida en una atracción turística. Está ubicada a una altitud de 55 m, a mitad de camino del Cañón El Dorado en el condado de Clark, Nevada.

## Historia
La mina Techatticup fue la mina más grande y productiva del Distrito Minero de Colorado. Los campamentos mineros de Alturas y Louisville estaban ubicados cerca de esta mina, en la mitad del cañón.:: 33, 35 

## Actualidad
La mina se ha limpiado e iluminado, y se pueden realizar visitas guiadas a través de ella. Aun se puede ver mucho del antiguo equipo minero. Un punto culminante del recorrido es cuando pasa a través de un ejemplo espectacular de minería en la pendiente de una colina.